# Ashurst (Kent)
Ashurst – wieś w Anglii, w hrabstwie Kent, w dystrykcie Tunbridge Wells. Leży 30 km na południowy zachód od miasta Maidstone i 47 km na południowy wschód od centrum Londynu.